# Mareike Miller

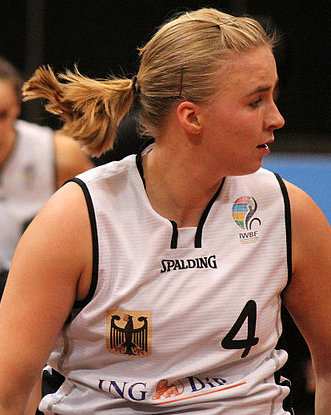
Mareike Miller (2012)

Mareike Miller (* 3. August 1990 in Friedberg, Hessen als Mareike Adermann) ist eine deutsche Rollstuhlbasketballspielerin.

## Leben
Millers Heimatstadt ist Essen. Sie begann ihre Basketballkarriere beim TV Bensberg, wechselte aber alsbald zu ETB Schwarz-Weiß. Mit erst 14 Jahren debütierte sie in der Damen-Regionalliga, zog sich jedoch gleich in ihrem ersten Spiel einen Kreuzbandriss zu. In den folgenden drei Jahren kamen weitere Kreuzbandrisse dazu, so dass sie schon vor ihrer Volljährigkeit als Sportinvalidin galt.
Mit 18 Jahren begann sie ihre zweite Karriere als Rollstuhl-Basketballerin. Sie durchlief diverse Junioren-Nationalmannschaftsteams und stieg schnell in die A-Nationalmannschaft auf. Seit 2009 studiert Miller in den Vereinigten Staaten an der University of Wisconsin-Whitewater und spielt dort für die UWW Warhawks. 2010 wurde sie mit der deutschen Nationalmannschaft in Birmingham Vize-Weltmeisterin und 2011 in Nazareth (Israel) Europameisterin. 2012 gewann sie mit der Nationalmannschaft beim paralympischen Rollstuhlbasketballturnier die Goldmedaille. Im Finale gegen Australien war sie beim 58:44 mit 19 Punkten die beste Werferin. Mit dem Hamburger SV wurde Miller 2013 Deutsche Meisterin. Miller spielt seit 2017 bei den BG Baskets Hamburg.
Bei der Eröffnungsfeier zu den Sommer-Paralympics 2020 führte sie – zusammen mit Michael Teuber – die deutsche Mannschaft als Fahnenträgerin an.

## Vereine
- TV Bensberg
- ETB Schwarz-Weiß Essen
- ASV Bonn
- University of Wisconsin
- RBC Köln 99ers
- Hamburger SV
- BG Baskets Hamburg (2014–15; seit 2017)

## Erfolge und Auszeichnungen
- US-Collegemeisterschaft (2012, 2013, 2014)[5]
- Deutsche Meisterin 2013
- Europameisterin 2011[5]
- Vize-Europameisterin 2013, 2017[5]
- Vize-Weltmeisterin 2010, 2014[5]
- Silbermedaille bei den Sommer-Paralympics 2016[5]
- 2012: Silbernes Lorbeerblatt[6]